# Provincia di La Union
La Union è una provincia filippina nella regione di Ilocos, nell'isola di Luzon, nelle Filippine nord-occidentali.
Il suo capoluogo è San Fernando.
Il 93% della popolazione è di religione cattolica.

## Geografia fisica
Stretta tra il Mar Cinese Meridionale od ovest e la catena montuosa della Cordillera ad est, la provincia de La Union, posta nella parte centro-occidentale dell'isola di Luzon, può contare su precipitazioni regolari da giugno a ottobre mentre il resto dell'anno presenta talvolta problemi di siccità, insoliti nel resto delle Filippine.
Confina con l'Ilocos Sur a nord, Benguet ad est e Pangasinan a sud.

## Geografia antropica

### Suddivisioni amministrative
La provincia di La Union comprende una città e 19 municipalità:

#### Città
- San Fernando

#### Municipalità
- Agoo
- Aringay
- Bacnotan
- Bagulin
- Balaoan
- Bangar
- Bauang
- Burgos
- Caba
- Luna
- Naguilian
- Pugo
- Rosario
- San Gabriel
- San Juan
- Santo Tomas
- Santol
- Sudipen
- Tubao